# Kortárs (revistă)
Kortárs (în traducere „Contemporanul”) este o revistă literară maghiară, publicată lunar la Budapesta începând din 1957.

## Istoric
Revista a oferit un spațiu editorial pentru scriitorii cărora li s-a interzis să publice până atunci (János Kodolányi, László Németh). Au publicat aici, de asemenea, scriitori bine-cunoscuți (de exemplu, József Darvas, Zoltán Jékely, György Rónay, Pál Szabó, Áron Tamási, Péter Veres), dar și scriitori din generația tânără (Sándor Csoóri, Miklós Mészöly, László Nagy, Ágnes Nemes Nagy, János Pilinszky, Imre Sarkadi). Revista a publicat opere literare, studii, eseuri, critică literară, precum și recenzii de teatru, filme, muzică și arte vizuale.
Gyula Illyés a prezentat locul și rolul revistei Kortárs într-un articol programatic: „Mi-aș dori ca revista Kortárs să fie un succesor al marilor periodice maghiare de importanță istorică, dar îi văd un viitor mai clar”.

## Redactorii-șefi ai revisteiKortárs
- József Darvas, Gábor Tolnai (1957-1962)
- István Király (1962-1963)
- István Simon (1964-1970)
- Iván Sándor Kovács (1971-1982)
- György Száraz (1983-1988)
- Árpád Thiery (1989-1990)
- Imre Pintér Kis (1991—)

## Legături externe
- Kortárs. „Online elérhetőség” (în maghiară). Accesat în 23 noiembrie 2014.
- Kortárs. „Repertórium, 1991—2000” (în maghiară). Arhivat din original la 5 iulie 2016. Accesat în 23 noiembrie 2014.